# Echinopsis lateritia
Echinopsis lateritia là một loài thực vật có hoa trong họ Cactaceae. Loài này được Gürke mô tả khoa học đầu tiên năm 1907.

## Hình ảnh

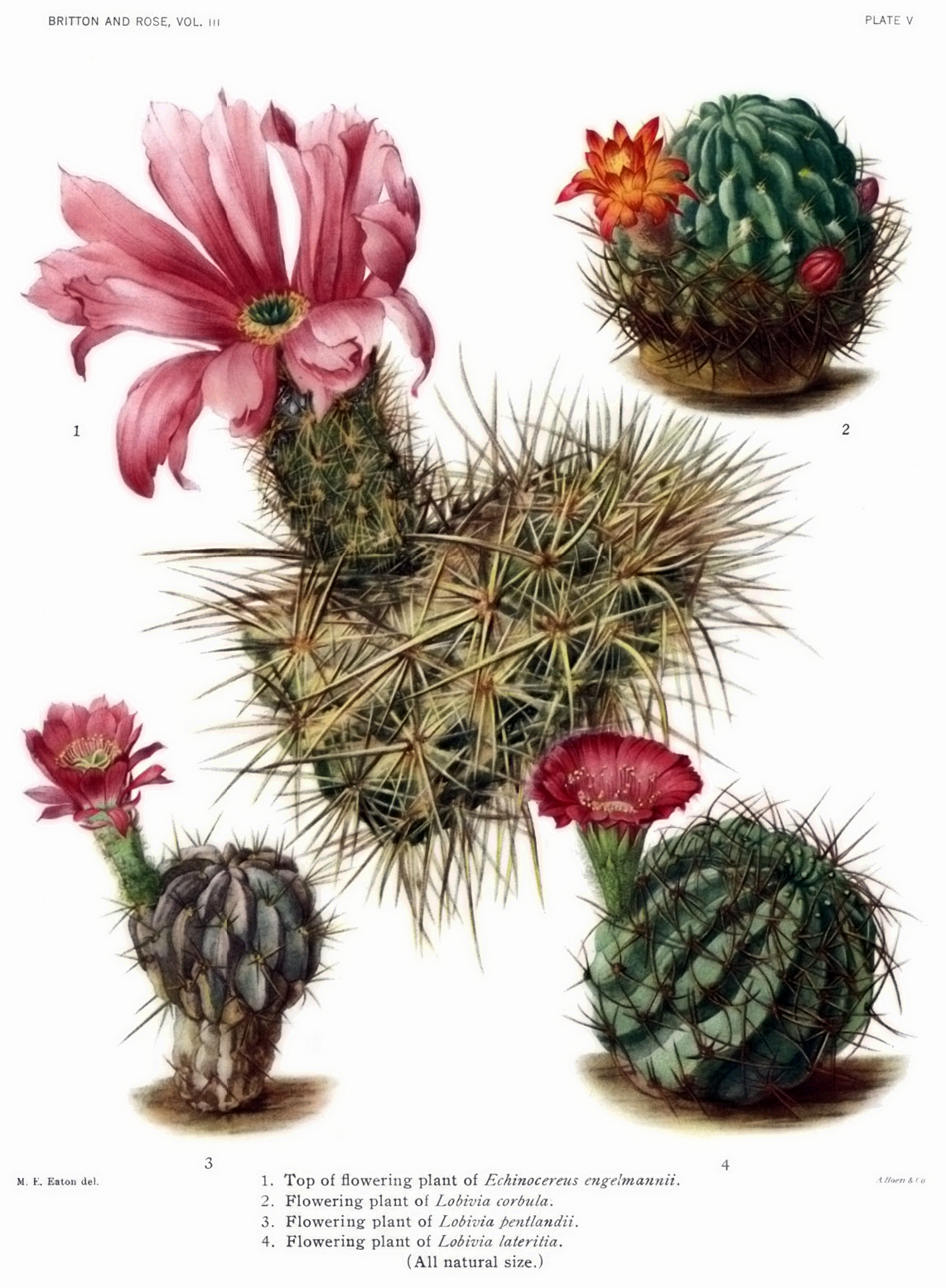